# Szemenyey Ferenc
Szemenyey Ferenc (Dombóvár, 1894. június 1. – Nagykanizsa, 1990. augusztus 12.) festő, Szemenyey-Nagy Tibor nagyapja.

## Pályafutása
Autodidakta művész. 1913 és 1919 között a Pázmány Péter Tudományegyetem Bölcsészettudományi Karán és Olaszországban folytatta tanulmányait egy szabadiskolában. Volt frontkatona, majd száműzetésben élt az adriai Hvar szigetén, később pedig az olaszországi Velencében. 1934-ben Szegedre költözött, a városban és környéken több művésztelepet hozott létre. Műveit itthon és külföldön egyaránt kiállította. A második világháború alatt menekülnie kényszerült családjával együtt, előbb Alsólendván, később Ausztriában húzódtak meg. 1945 után hazatért és Budafán, Bázakerettyén és Lovásziban élt, majd 1949-ben Nagykanizsán telepedett le. 1948-tól 1950-ig a Magyar Képzőművészek Szabad Szakszervezetének volt a tagja. Egy ideig segédmunkásként is dolgozott. 1950-es években az ÁVO több alkalommal is letartóztatta és börtönbe zárták. Az 1956-os forradalom után újból Nagykanizsán élt, itt két évtizeden keresztül rajzszakkört vezetett, majd a zsennyei alkotótelepen dolgozott. Később balatonberényi műtermében dolgozott nyaranta, a szabad ég alatt készítette képeit.

## Díjak, elismerések
- 1969: Tanácsköztársasági Emlékérem;
- 1968, 1975: Hevesi Sándor-díj;
- 1975: Zala megyei felszabadulási pályázat díja;
- 1979: Pro Urbe Dombóvár;
- 1981: Pro Urbe Nagykanizsa;
- 1982: Szocialista Kultúráért;
- 1985: Zala Megyei Tanács alkotói díja.

## Egyéni kiállítások
- 1929 • Sopra intendenza All' Arte medievale e moderna, Velence
- 1937 • Iparcsarnok [Taiszer Jánossal], Szeged
- 1940, 1942, 1943 • Szeged
- 1962 • Nagykanizsa
- 1964 • Hevesi Sándor Városi Művelődési Ház, Nagykanizsa
- 1967 • Műteremkiállítás, Nagykanizsa
- 1971 • Thury György Múzeum, Nagykanizsa
- 1973 • Palmiro Togliatti Könyvtár, Kaposvár
- 1978 • Ferencvárosi Pincetárlat, Budapest
- 1979 • Kisfaludi Strobl Terem, Zalaegerszeg
- 1980 • Hevesi Sándor Városi Művelődési Ház, Nagykanizsa
- 1986 • Derkovits Terem, Szombathely • Művelődési Ház, Dombóvár • Hevesi Sándor Városi Művelődési Ház, Nagykanizsa.

## Válogatott csoportos kiállítások
- 1957 • November 7 Ünnepi Hetek, Városi Művelődési Otthon, Nagykanizsa
- 1975 • Zalai művészek felszabadulási tárlata, Göcsej Múzeum, Zalaegerszeg
- 1978 • Zala megyei képzőművészek kiállítása, Festőterem, Sopron
- 1987 • 5. Dunántúli Tárlat, Kaposvár.

## Művek közgyűjteményekben
- Móra Ferenc Múzeum, Szeged • Thury György Múzeum, Nagykanizsa.